# Império de Canem
O Império de Canem, por vezes referido como Império de Canem-Bornu, foi um império da África que existiu do século VIII até 1387. Sua história é conhecida principalmente com base na Crônica Real ou Girgam, descoberta em 1851 pelo viajante alemão Heinrich Barth. O Império de Canem provavelmente no século VIII, criado pelos zagauas que ainda habitam partes do Chade. A crônica real do país afirma que o fundador do Estado foi Ibraim, filho de Ceife. Por séculos manteve-se animista, mas por influência de missionários que transitavam junto as caravanas do comércio transaariano foi convertido ao islamismo no século XI no reinado de Humé (r. 1075–1086), primeiro maí (rei) da dinastia sefaua. Apesar da conversão, várias características da sociedade canembu pré-islâmica se mantém, sobretudo o caráter divino dos reis.
Durante os primeiros sucessores de Humé, foi expandido e chegou em seu zênite sob Dunama II (r. 1210–1248), se estendendo ao sul da atual Líbia no Fezã e ao nordeste da atual Nigéria no estado de Bornu. Sob Dunama, foram feitas melhorias técnicas no exército e Canem adotou os corcéis árabes, melhorando a capacidade militar do país e facilitando as expedições para obtenção de escravos, a principal fonte de renda de Canem. Sob Cadai (r. 1248–1277), seu filho, Canem faz uma missão diplomática ao Reino Haféssida da Ifríquia. Os maís seguintes enfrenta a ameaça dos saôs, e vários monarcas perderam suas vidas. A crise foi superada com Idris I (r. 1342–1366), mas uma disputa pelo trono eclode entre seus filhos e seu irmão Daúde I (r. 1366–1377), debilitando o país e a dinastia e deixando-a vulnerável aos bulalas que invadem Canem nesse momento. Vários maís perecem nos combates e sob Omar I (r. 1382–1387) a corte foi transferida para Bornu, onde foi fundado o Império de Bornu em 1387.

## Etimologia
Em canúri, Kanem significa "país do sul"; a palavra é prefixada por k, que anuncia o substantivo, e o étimo anem que significa "sul".  Os canembus, os habitantes do país, são a "gente do país do sul", por oposição aos tubus, a "gente da montanha" e que habitam a região de Tibesti, no atual Chade.

### Sefauas

Território dos cuararafas

Reino Haféssida e Estados vizinhos ca. 1400. O maí Cadai r. enviou presentes ao califa r.

## Economia

Rotas transaarianas do Saara Ocidental c. 1000-1500. Canem esteve integrado nesse sistema de rotas e atuou como confluência daquelas que atravessavam o Sudão Central

## Religião

Ápice do Império Almorávida. Loimeier pensa numa influência almorávida à escolha da corrente sunita-maliquita de Canem

Ápice do Império do Mali

## História

### Origens